# Theaudience
Theaudience fue un grupo inglés de Britpop, liderado por la actual cantante de pop-dance Sophie Ellis-Bextor.

## Biografía
Theaudience fue un grupo británico de Britpop de finales de los años 90. El grupo fue fundado por el cantante Billy Reeves, excantante de la banda The Congregation, en 1997. El grupo fue liderado por la cantante Sophie Ellis-Bextor, consiguiendo bastante éxito con su único disco publicado, un disco con toques pop, indie y new wave.
El disco publicó un único álbum, titulado con el mismo nombre del grupo Theaudience, publicándolo en 1998, a través de Mercury Records UK. El disco llegó al #22 en el Reino Unido, y tuvo un éxito moderado en el resto de Europa. El sencillo más conocido por el grupo es el tema "A pessimist is never disappointed", que llegó al Top 40 en UK.
Su primer disco fue aclamado por la crítica británica, pero no tuvo mucho éxito de ventas. Actualmente, se pueden conseguir por subastas de Internet copias del disco que pueden superar las 50 libras.
Billy Reeves dejó el grupo en 1999, dejando a los demás componiendo nuevas canciones para el segundo disco. Pronto, el grupo se separó definitivamente.

## Actualidad
- Sophie Ellis-Bextor comenzó su carrera en solitario en 2000 con el hit "Groovejet (If This ain't Love)" al lado del DJ Spiller. Cosechó un gran éxito, siendo una de las cantantes británicas más exitosas de comienzos de esta década con sus álbumes "Read My Lips" y "Shoot From The Hip", en 2007 lanzó "Trip The Light Fantastic" y "Make a Scene" en 2011 ya de manera independiente bajo su propio sello discográfico EBGB's, actualmente se encuentra promocionando su álbum experimental "Wanderlust".

- Billy Reeves fue contratado por Sony Records UK para formar parte de un nuevo grupo en 1999 llamado Yours, grupo que grabó un sencillo titulado "With You" con muy poco éxito en el Reino Unido, llegando #186. Poco después se separó el grupo. Su carrera se cortó trágicamente por las heridas causadas por un accidente de tráfico en el año 2001. Actualmente está presentando un programa musical en la BBC Radio, con mucho éxito.

## Discografía
Países dónde Theaudience publicó disco o singles: Reino Unido (UK), Irlanda (IRL), Australia (AUS), Francia (FRA), Alemania (ALE), Italia (ITA), Israel (ISR), China (CHN), Japón (JPN) y Estados Unidos (USA).

### Álbumes
| Año  | Álbum                     | Chart | Chart | Chart | Chart | Chart | Chart | Chart | Chart | Chart | Chart |                                                        |
| Año  | Álbum                     | UK    | IRL   | AUS   | FRA   | ALE   | ITA   | ISR   | CHN   | JPN   | USA   |                                                        |
| ---- | ------------------------- | ----- | ----- | ----- | ----- | ----- | ----- | ----- | ----- | ----- | ----- | ------------------------------------------------------ |
| 1998 | "Theaudience"             | 22    | 36    | —     | 99    | 100   | —     | —     | —     | —     | —     | Compañía: Mercury Records UK. Copias Vendidas: 150,000 |
| 1999 | "Quiet Storm" (Cancelado) | -     | -     | —     | -     | -     | —     | —     | —     | —     | —     |                                                        |

### Sencillos
| Año  | Single                                                      | Chart | Chart | Chart | Chart | Chart | Chart | Chart | Chart | Chart | Chart |
| Año  | Single                                                      | UK    | IRL   | AUS   | FRA   | ALE   | ITA   | ISR   | CHN   | JPN   | USA   |
| ---- | ----------------------------------------------------------- | ----- | ----- | ----- | ----- | ----- | ----- | ----- | ----- | ----- | ----- |
| 1998 | "I Got The Wherewithal"                                     | 170   | 210   | —     | —     | —     | —     | —     | —     | —     | —     |
| 1998 | "If You Can't Do It When You're Young; When Can You Do It?" | 48    | 56    | 98    | 77    | 84    | —     | 62    | —     | —     | —     |
| 1998 | "A Pessimist Is Never Disappointed"                         | 27    | 30    | 39    | 31    | 36    | 29    | 28    | 29    | 30    | 108   |
| 1998 | I Know Enough (I Don't Get Enough)                          | 25    | 28    | 35    | 40    | 39    | 33    | 39    | 30    | 39    | 99    |

- Datos: Q1743540